# فيكتور هيدلي
فيكتور هيدلي (بالإنجليزية: Victor Headley)‏ هو كاتب بريطاني، ولد في 1959.